# Filthy Nelly
Filthy Nelly is een Nederlandse folkband die in 2005 is ontstaan
De band heeft de afgelopen jaren twee albums en een EP uitgebracht. Ze hebben een groot aantal optredens op hun naam staan, met name in Nederland, België, Duitsland en Frankrijk. De band heeft affiches gedeeld met uiteenlopende acts als The Levellers, Shane MacGowan & The Popes, The Transsylvanians, Blood Or Whiskey en Fiddler's Green. Het derde album Tranquilize This! (Hillroad Records) is opgenomen in het voorjaar van 2015. Een groot deel van de tracks kennen als thema Verwardheid en De Grote Stad. Op het album mengt de band SpeedFolk met Rock, Reggae, Gypsy Punk, Ierse traditionele muziek en Balkan Beats. 

## Discografie
- Tranquilize This! (Hillroad Records, 2015),
- Feztival! (Silvox, 2010),
- Fast Feet Galore (Indie, 2006)